# Gorseinon
Gorseinon is een plaats in het Welshe graafschap Swansea.

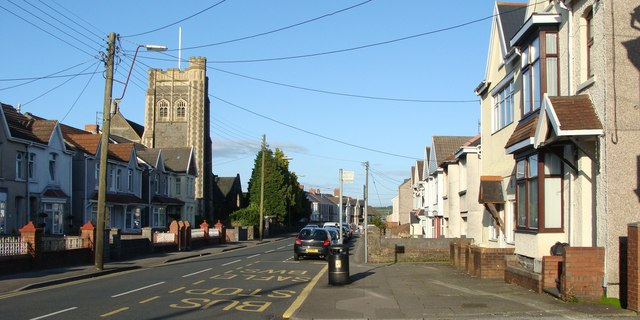

Gorseinon telt 7874 inwoners.